# Hardly Kirk-ing
«Hardly Kirk-ing» (укр. «Майже Кірк») — тринадцята серія двадцять четвертого сезону мультсеріалу «Сімпсони», прем'єра якої відбулась 17 лютого 2013 року у США на телеканалі «Fox».

## Сюжет
Гомер з Меґґі дивиться навчальне DVD «Розумна дитина» (англ. «Baby Poindexter»). Барт з Лісою також сідають дивитися його, однак входить Мардж і забороняє його дивитися, бо вчені довели, що від нього жодної користі. Натомість Мардж веде сім'ю до книжкового магазину.
Гомер захоплюється книжкою з головоломками з пошуку прихованих предметів і починає використовувати свої навички, щоб знаходити людей і звичайні предмети в реальному світі. Згодом Гомер так зачаровує Мардж новим талантом, що це навіть збуджує.
Барт тусується у Мілгауса, але обом нудно. Барт бризкає смолою у волосся друга. Щоб прибрати її, Барт підстригає його, і в результаті він видаляє більшість волосся Мілгауса, роблячи його схожим… на свого батька Кірка. За допомогою Барта Мілхаус одягається, як тато, стає вищим за допомогою саморобних ходулів, і робить свій голос схожим на голос Кірка, міцно зав'язавши краватку. Барт використовує це на свою користь, і тепер Мілгаус, схожий на дорослого, тепер може займатися дорослими справами.
У домі Сімпсонів Ліса запитує Мардж, чи може вона взяти Меґґі на джаз-концерт, але Мардж відмовляє. Почувши про проблему сестри, Барт запрошує Лісу до своєї кімнати. Він каже, що знає дорослого, який відведе Лісу на концерт, і представляє «Кірка». Ліса одразу ж викриває справжню особу «Кірка». На запитання про потрібні кошти Барт пояснює, що компанія «Розумна дитина» виплачує компенсацію всім своїм глядачам.
Коли діти отримують гроші, то виявляють, що їх достатньо лише для дороги додому, а вони зголодніли. Щоб отримати безкоштовний сніданок, діти змушені відвідати торгову презентацію житлового комплексу. Продачиня, думаючи, що Мілгаус дорослий, намагається спокусити його…
Тим часом Гомер і Мардж розуміють, що діти зникли і поспішають їх знайти. Гомер зупиняється в готелі, де безкоштовний сніданок (не знаючи, що там є і діти). На щастя, Гомер і Мардж вриваються в кімнату, у момент, коли продавчиня фліртує з Мілхаусом, і рятують дітей.
У парку Мілгаус просить вибачення перед Кірком, що вдавав батька. Однак, хлопчик каже, що йому було весело, і що він був би не проти насправді стати таким, як Кірк. Після того, як ван Гутени йдуть, Гомер просить Барта пообіцяти, що він ніколи не буде схожим на нього. Барт відповідає, що він на це і сподівається. Гомер починає душити Барта.

## Виробництво
Під час запису прем'єрного показу серії, сцену на дивані було скорочено: вона включала лише сцену у вітальні Сімпсонів. Причиною цього була можливість звільнити час для телепрем'єри короткометражки «Найдовший день Меґґі» на каналі «Fox» одразу після епізода.

## Ставлення критиків і глядачів
Під час прем'єри серію переглянули 4,57 млн осіб з рейтингом 2.0, що зробило її другим найпопулярнішим шоу на каналі «Fox» тієї ночі, після «Сім'янина».
Роберт Девід Салліван з «The A.V. Club» дав серії оцінку B-, сказавши, що «ми ще далекі від серій „Сімпсонів“ із емоційним резонансом, але звичайні дивацтва працюють краще… Мілгаус не є надмірно використаним персонажем, але він все ще володіє якістю Чарлі Брауна, що дозволяє нам бачити гумор у ньому дорослому, з добре сформульованими неврозами, щоб не було відчуття, ніби ми сміємося над справжнім маленьким хлопчиком».
Водночас, Тереза Лопес з «TV Fanatic» дала серії дві з половиною з п'яти зірок, сказавши, що, «серія розпочалась з такої чудової передумови, але, на жаль, махінацій Барта та Мілгауса не було багато. Смішний розвиток [думки] Барта про дивовижну схожість Мілгауса з його батьком міг би стати справді цікавим епізодом».
У лютому 2014 року сценаристів серії Тома Гаммілля і Макса Просса було номіновано на премію Гільдії сценаристів Америки в області анімації 2013 року.
Згідно з голосуванням на сайті The NoHomers Club більшість фанатів оцінили серію на 4/5 із середньою оцінкою 3,56/5.